# Rostkronad cettia
Rostkronad cettia (Cettia major) är en mycket tillbakadragen bergslevande asiatisk fågel i familjen cettisångare inom ordningen tättingar.

## Utseende och läte
Rostkronad cettia är en 13 centimeter lång fågel med mörkbrun ovansida och vitaktig undersida med olivgrå bröstsidor och olivbruna flanker. På huvudet syns en kastanjebrun hjässa och panna samt ett ögonbrynsstreck, rostbeige framför ögat och beigevitt bakom. Liknande gråsidig cettia (Cettia brunnifrons) är mindre, gråare under samt har tydligare ögonbrynsstreck. Sången inleds men en ton, följt av tre- eller fyratonig explosiv sång.

## Utbredning och systematik
Rostkronad cettia delas in i två underarter med följande utbredning;
- Cettia major major – förekommer i Himalaya från Nepal till nordöstra Indien, sydöstra Tibet, Myanmar och sydvästra Kina
- Cettia major vafra – förekommer i nordöstra Indien (Meghalaya och Cachar hills i Assam)

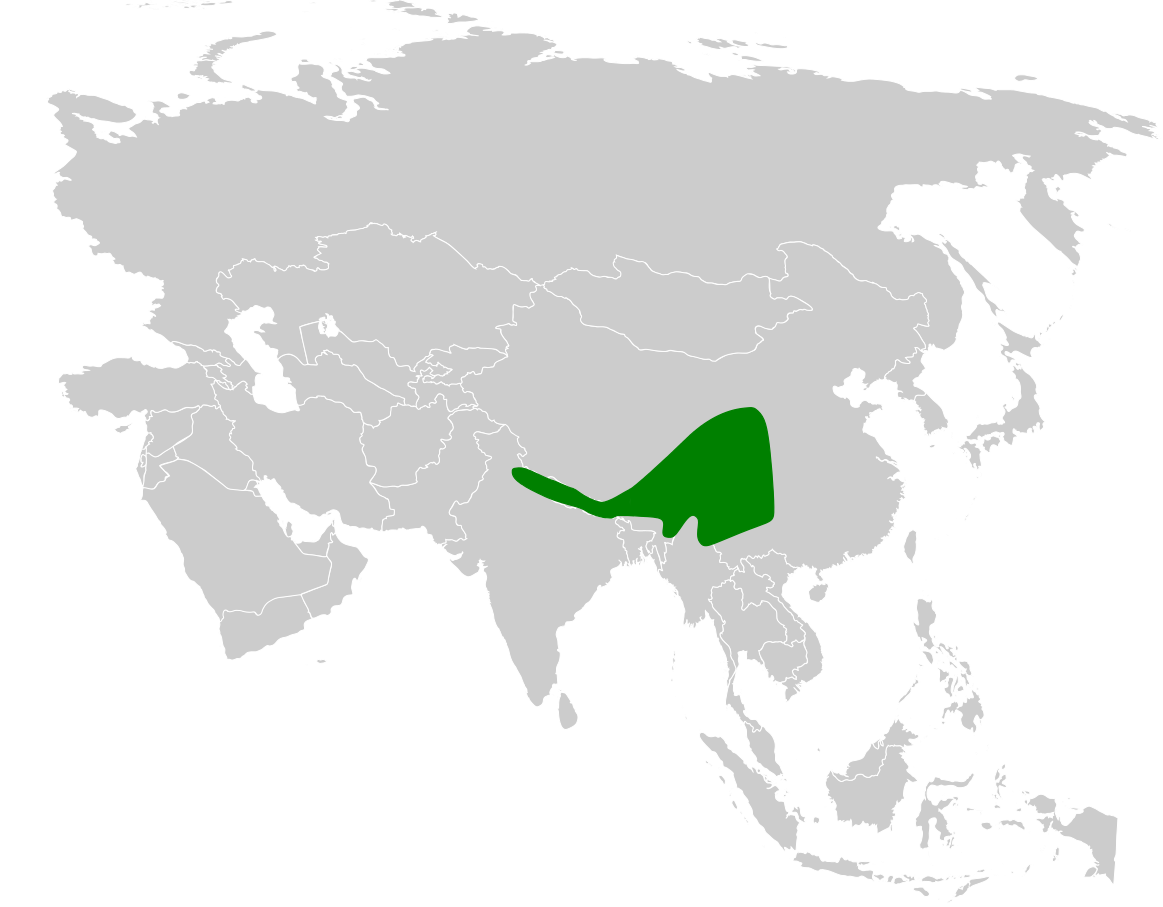
Utbredningsområde för rostkronad cettia.

Tillfälligt har den påträffats i Thailand.

### Familjetillhörighet
Rostkronad cettia placerades tidigare i den stora familjen sångare (Sylviidae). DNA-studier har dock visat att arterna i familjen inte är varandras närmaste släktingar och har därför delats upp i ett antal mindre familjer. Rostkronad cettia med släktingar förs idag till familjen cettisångare (Cettiidae) som är nära släkt med den likaledes utbrytna familjen lövsångare (Phylloscopidae) men också med familjen stjärtmesar (Aegithalidae). Även de två afrikanska hyliorna, numera urskilda i egna familjen Hyliidae, anses höra till gruppen.

## Levnadssätt
I Himalaya häckar rostkronad cettia i bergsbelägna gran- och hemlockskogar med täta rhododendronbuskar och törnsnår, från 3300 meters höjd upp till trädgränsen, därefter vidare i buskmarker utmed skyddade bäckraviner och i branter till åtminstone 4000 meters höjd. I Kina ses den på något lägre höjder, ner till 2900 meter.
Fågeln är en höjdledsflyttare och söker sig till lägre regioner efter häckningen. Vistelsemiljön vintertid är mycket dåligt känd, med fynd i låglänta gräsmarker, våtmarker och vassbälten. Fynd utanför häckningstid på högre nivåer tros röra sig om förbipasserande flyttfåglar.
Liksom andra cettior är rostkronad cettia en mycket tillbakadragen fågel som beter sig nästan som en mus. Födan är dåligt känd men tros utgöras av små ryggradslösa djur och larver. Den antas häcka mellan juni och augusti.

## Status och hot
Arten har ett stort utbredningsområde men tros minska i antal på grund av habitatförstörelse, dock inte tillräckligt kraftigt för att den ska betraktas som hotad. IUCN kategoriserar därför arten som livskraftig (LC). Världspopulationen har inte uppskattats, men den beskrivs som lokalt vanlig.

## Namn
Fågelns släktesnamn är efter den italienske zoologen Francesco Cetti.